# ナッシュビル・スーパースピードウェイ
ナッシュビル・スーパースピードウェイ（Nashville Superspeedway） は、アメリカ合衆国のサーキット。テネシー州ナッシュビル郊外に所在する。
コース長は4/3マイル(約2145m)であり、分類上インターミディエイトトラックであるが、「スーパースピードウェイ」という名称を用いている。これはテネシー州にはすでにナッシュビル・スピードウェイ USA(現フェアグラウンド・スピードウェイ)があり、同地が過去に使用した名称と重複しないようにするためである。

## コースレコード
- NASCAR ネイションワイド・シリーズ 予選：デヴィッド・ストレーム, 28.811 sec. (166.561) mph, 2007年
- NASCAR ネイションワイド・シリーズ 本選：カール・エドワーズ, 2 hrs. 18 min. 28 sec. (129.949 mph), 2007年6月9日
- NASCAR キャンピング・ワールド・トラック・シリーズ 予選：エリック・ダーネル, 29.601 sec. (162.116 mph), 2006年
- NASCAR キャンピング・ワールド・トラック・シリーズ 本選：スコット・リグス, 1 hr. 30 min. 34 sec. (132.466 mph), 2001年8月10日
- IRL 予選：スコット・ディクソン, 206.211 mph (331.864 km/h), 2003年7月18日
- IRL 本選：バディ・ラジアー, 144.809 mph (233.047 km/h), 2001年7月21日

## レース優勝者

### NASCAR ネイションワイド・シリーズ
| シーズン | レース                   | 開催月 | 優勝ドライバー           | マニファクチャラー |
| -------- | ------------------------ | ------ | ------------------------ | ------------------ |
| 2001     | Pepsi 300                | 4月    | グレッグ・ビッフル       | フォード           |
| 2002     | Pepsi 300                | 4月    | スコット・リグス         | フォード           |
| 2002     | Inside Traxx 300         | 6月    | ジャック・スプラーグ     | シボレー           |
| 2003     | Pepsi 300                | 4月    | デヴィッド・グリーン     | ポンティアック     |
| 2003     | Trace Adkins Chrome 300  | 6月    | スコット・リグス         | フォード           |
| 2004     | Pepsi 300                | 4月    | マイケル・ウォルトリップ | シボレー           |
| 2004     | Federated Auto Parts 300 | 6月    | ジェイソン・レフラー     | シボレー           |
| 2005     | Pepsi 300                | 3月    | リード・ソレンソン       | ダッジ             |
| 2005     | Federated Auto Parts 300 | 6月    | クリント・ボウヤー       | シボレー           |
| 2006     | Pepsi 300                | 4月    | ケヴィン・ハーヴィック   | シボレー           |
| 2006     | Federated Auto Parts 300 | 6月    | カール・エドワーズ       | フォード           |
| 2007     | Pepsi 300                | 4月    | カール・エドワーズ       | フォード           |
| 2007     | Federated Auto Parts 300 | 6月    | カール・エドワーズ       | フォード           |
| 2008     | Pepsi 300                | 3月    | スコット・ウィマー       | シボレー           |
| 2008     | Federated Auto Parts 300 | 6月    | ブレッド・ケセロウスキー | シボレー           |
| 2009     | Pepsi 300                | 4月    | ジョーイ・ロガーノ       | トヨタ             |
| 2009     | Federated Auto Parts 300 | 6月    | カイル・ブッシュ         | トヨタ             |
| 2010     | Nashville 300            | 4月    | ケヴィン・ハーヴィック   | シボレー           |

### NASCAR キャンピング・ワールド・トラック・シリーズ
| シーズン | レース                   | 優勝ドライバー           | マニファクチャラー |
| -------- | ------------------------ | ------------------------ | ------------------ |
| 2001     | Federated Auto Parts 200 | スコット・リグス         | ダッジ             |
| 2002     | Federated Auto Parts 200 | マイク・ブリス           | シボレー           |
| 2003     | Federated Auto Parts 200 | カール・エドワーズ       | フォード           |
| 2004     | Toyota Tundra 200        | ボビー・ハミルトン       | ダッジ             |
| 2005     | Toyota Tundra 200        | デヴィッド・ロイティマン | トヨタ             |
| 2006     | Toyota Tundra 200        | ジョニー・ベンソン       | トヨタ             |
| 2007     | Toyota Tundra 200        | トラヴィス・クヴァピル   | フォード           |
| 2008     | Toyota Tundra 200        | ジョニー・ベンソン       | トヨタ             |
| 2009     | Toyota Tundra 200        | ロン・ホーナディ         | シボレー           |
| 2010     | Nashville 200            | カイル・ブッシュ         | トヨタ             |

### IRL インディカー・シリーズ
| シーズン | 開催日  | 優勝ドライバー         | シャシー | エンジン       | チーム                               |
| -------- | ------- | ---------------------- | -------- | -------------- | ------------------------------------ |
| 2001     | 7月21日 | バディ・ラジアー       | ダラーラ | オールズモビル | ヘメルガーン・レーシング             |
| 2002     | 7月20日 | アレックス・バロン     | ダラーラ | シボレー       | ブレア・レーシング                   |
| 2003     | 7月19日 | ジル・ド・フェラン     | ダラーラ | トヨタ         | チーム・ペンスキー                   |
| 2004     | 7月17日 | トニー・カナーン       | ダラーラ | ホンダ         | アンドレッティ・グリーン・レーシング |
| 2005     | 7月16日 | ダリオ・フランキッティ | ダラーラ | ホンダ         | アンドレッティ・グリーン・レーシング |
| 2006     | 7月15日 | スコット・ディクソン   | ダラーラ | ホンダ         | チップ・ガナッシ・レーシング         |
| 2007     | 7月15日 | スコット・ディクソン   | ダラーラ | ホンダ         | チップ・ガナッシ・レーシング         |
| 2008     | 7月12日 | スコット・ディクソン   | ダラーラ | ホンダ         | チップ・ガナッシ・レーシング         |

## 参照
1. ↑  雨により土曜日の夜から日曜日の午後まで延期
2. ↑  雨のため171周で終了